# Winkelhaid (kommunfritt område)
Winkelhaid är ett kommunfritt område i Landkreis Nürnberger Land i Regierungsbezirk Mittelfranken i förbundslandet Bayern i Tyskland.